# آب‌انبارهای سعیدا
آب‌انبارهای سعیدا مجموعه‌ای از آب‌انبارهاست که در روستای فداغ، واقع در بخش مرکزی شهرستان گراش قرار دارند. بر اساس برآوردها، قدمت این آب‌انبارها به دورهٔ قاجاریه می‌رسد. با این حال، طبق روایات شفاهی نزد ساکنان منطقه، این بناها مربوط به دورهٔ افشاریه است. این مجموعهٔ آب‌انبار در سال ۱۳۹۸ و با شمارهٔ ثبت ۳۲۵۶۸ در فهرست آثار ملی ایران به ثبت رسیده‌است.